# Wolfgang Oeser
Wolfgang Oeser (Dresde, 21 de febrero de 1932 - ibídem, 5 de mayo de 2013) fue un futbolista profesional alemán que jugó en la demarcación de defensa y entrenador de fútbol.

## Biografía
Wolfgang Oeser debutó en 1954 a los 22 años de edad con el FV Blau-Weiß Stahl Freital, donde jugó durante una temporada. Tras un año fichó por el Dinamo Dresde, equipo en el que permaneció hasta su retirada como futbolista en 1968. Fue capitán del equipo durante toda su estancia en el club, habiendo jugado un total de 213 partidos. En la primera temporada con el club, el equipo descendió a la II DDR Liga, ascendiendo de nuevo al año siguiente a la DDR Liga. Con el equipo consiguió ganar dos DDR Ligas y una II DDR Liga. Cinco años después de su retirada se dedicó al puesto de entrenador de fútbol, en 1971, entrenando al Dinamo Dresde hasta el 1974, año en el que se retiró finalmente, habiendo ganado una Copa de fútbol de la RDA. Tras renunciar al cargo de entrenador, el club le ofreció ser el entrenador del equipo juvenil, siéndolo hasta julio de 2005.
Falleció el 5 de mayo de 2013 a los 81 años de edad.

## Clubes

### Como jugador
| Club                       | País              | Año         |
| -------------------------- | ----------------- | ----------- |
| FV Blau-Weiß Stahl Freital | Alemania Oriental | 1954 - 1955 |
| Dinamo Dresde              | Alemania Oriental | 1955 - 1966 |

### Como entrenador
| Club          | País              | Año         |
| ------------- | ----------------- | ----------- |
| Dinamo Dresde | Alemania Oriental | 1971 - 1974 |

## Palmarés

### Como jugador
- II DDR Liga: 1958 - Dinamo Dresde
- DDR Liga: 1961/62, 1963/64 - Dinamo Dresde

### Como entrenador
- Copa de fútbol de la RDA: 1971 - Dinamo Dresde